# Gérard Hirschfelder
Gérard Hirschfelder né le 17 février 1907 à Glatz en province de Silésie, mort le 1er août 1942 au camp de concentration de Dachau est un prêtre catholique allemand, résistant au nazisme et mort en déportation à Dachau.

## Biographie
Né le 17 février 1907 à Glatz en Silésie, il est ordonné prêtre de l'archidiocèse de Prague en 1932. Vicaire à Habelschwerdt il prêche contre les abus et la violence des Nazis. La Gestapo prouve combien il a raison en l'arrêtant le 1er août 1941. En prison à Glatz il écrit un chemin de croix, et des réflexions sur le sacerdoce, le mariage, et la famille. Il est déporté au camp de concentration de Dachau le 27 décembre 1941 (matricule 28972). Il se joint à un groupe, dont fit partie aussi Karl Leisner, organisé par le père Josef Fischer, formé de prêtres du mouvement de Schönstatt, fondé par le père Josef Kentenich. Le père Hirschfelder meurt de faim et de pneumonie le 1er août 1942. Sa béatification est célébrée le 19 septembre 2010.